# Bluewin
Bluewin (bis 2000 the blue window) war ein von 1996 bis 2005 bestehendes Schweizer Unternehmen, das Internetdienste anbot. Der Name wird heute als Marke für den eigenen E-Mail-Service des Schweizer Internetproviders und Telekommunikationsunternehmens Swisscom weitergeführt.

## Geschichte

### The blue window

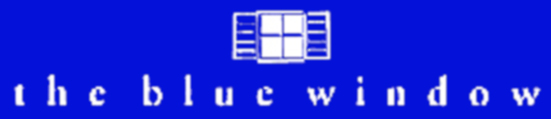
Blue-Window-Logo 1996 bis 2000

Im Jahr 1994 entwickelten die Firma M.A.C. Multimedia Application Center AG mit Sitz in Zürich (2003 gelöscht) und die damalige Telecom PTT erste Visionen eines internetähnlichen Portals. 1996 erfolgte die Gründung von the blue window als Kooperation der beiden Unternehmen. In jenem Jahr war the blue window der erste Schweizer Anbieter, bei dem sich die Kunden zum Ortstarif einwählen konnten. Bei anderen Anbietern war die Einwahl zum Ortstarif nur in Städten und grösseren Gemeinden möglich.
Nach dem Fall des deutschen Telefon-Monopols bot die Swisscom im Jahr 1998 gemeinsam mit der EnBW-Tochtergesellschaft Tesion den Internet-Dienst auch in Baden-Württemberg an. Der Auftritt erfolgte unter einem gemeinsamen Erscheinungsbild, jedoch länderspezifisch getrennt. 1999 wurde ein «Gratis-Internet» (Freeway) lanciert. Die Kunden mussten keine monatliche Grundgebühr für den Internet-Zugang mehr bezahlen, sondern nur noch die Telefongebühren für die Modemverbindung.
Im Jahr 2000 erfolgte der Start von ADSL (Broadway).

### Bluewin AG

Bluewin-Logo bis 2008

2000 wurde das Unternehmen zwecks geplantem, aber nicht erfolgtem Börsengang, zu einer AG und es wurde in Bluewin AG umbenannt.
Das gemeinsame Internet-Portal mit der EnBW wurde eingestellt. Es erfolgte eine Umbenennung der blue window Baden-Württemberg in tesionsurf. 2005 fusionierte die Bluewin AG mit der Swisscom Fixnet AG, Bluewin wurde aber als Markenname für das Internetgeschäft behalten. 

### Bluewin als Marke seit 2005

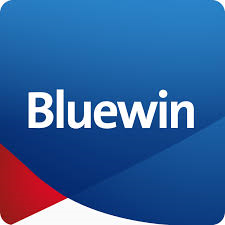
Bluewin-Logo 2008

Zudem wurde das Bluewin HomepageTool lanciert. Mit diesem Content-Management-System konnten Endkunden auf einfache Art und Weise Websites erstellen. 2004 kündigte Bluewin an, in Zukunft auch Fernsehprogramme anbieten zu wollen.
2005 wurde der VoIP-Dienst Bluewin Phone für ADSL-Kunden lanciert. Zudem wurde für Wenignutzer ADSL 150 mit zeitbasierter Abrechnung als Ersatz für den bisherigen Dial-Up-Dienst lanciert; bei unveränderten Konditionen wurde 2006 die Downstream-Geschwindigkeit verdoppelt (ADSL 300).
Am 1. November 2006 wurde das über das Telefonnetz laufende Fernsehangebot Bluewin TV für ADSL-Kunden lanciert, zudem wurde gleichzeitig das Angebot Bluewin Phone angepasst. Damit wurde Swisscom zum Triple-Play-Anbieter.
Bluewin Phone wurde 2007 erneut überarbeitet, als Abo wurden nun kostenlose Telefongespräche ins Schweizer Festnetz Bestandteil des Angebots. Auf technischer Seite wurden ab dem 13. März die Downstream-Geschwindigkeiten bestehender ADSL-Abos erhöht, aus ADSL 2000 wurde ADSL 3500, aus ADSL 3500 wurde ADSL 5000. Am 1. Juli wurde VDSL 15 000 als erstes reines VDSL-Abo lanciert, wobei mit der ab August geplanten Umstellung auf VDSL, die Unterscheidung zwischen ADSL und VDSL zugunsten der Bezeichnung DSL aufgegeben wurde. Zudem wurde Bluewin TV neu nur noch über VDSL angeboten.
Im Zuge der Reorganisation der Swisscom am 1. Januar 2008 wurde Bluewin Phone nicht mehr angeboten. Bestehende Kunden können den Dienst jedoch weiterhin nutzen. ADSL wird seither nicht mehr unter dem Markennamen Bluewin vermarktet. Seit November 2009 wird auch Bluewin TV unter dem Produktenamen Swisscom TV geführt. Unter dem Markennamen Bluewin wird seither nur noch der E-Mail-Dienst sowie das dazugehörende Newsportal geführt.
Am 23. Februar 2015 wurde Bluewin als Mobile App für Android und iOS lanciert. Die App unterstützt unter anderem E-Mail von Bluewin und Werbung.
Im September 2020 wurde das Newsportal, das bis dahin Bluewin hiess, im Rahmen einer Markenvereinheitlichung in blue News umbenannt, nebst blue TV (vorher Swisscom TV), blue+ (vorher Teleclub) und blue Cinema (vorher Kitag). Somit wird der Markenname Bluewin nur noch als E-Mail Domain verwendet. 2024 wurde Bluewin-Mail teilweise kostenpflichtig.